# Garry St. Jean
Garry St. Jean (nacido el 10 de febrero de 1950 en Chicopee, Massachusetts) es un exentrenador y exdirigente deportivo de baloncesto estadounidense que ejerció como entrenador durante seis temporadas equipos de la NBA.

## Trayectoria deportiva

### High School
Comenzó su carrera de entrenador en el high school de su ciudad natal, Chicopee, donde permaneció ocho temporadas, en las que consiguió un balance de 122 victorias y 85 derrotas.

### NBA
Su trayectoria profesional comenzó como ojeador de los Milwaukee Bucks, hasta que en 1981 fue nombrado entrenador asistente, puesto que ocupó durante cinco temporadas. Pasó posteriormente con el mismo puesto por los New Jersey Nets y los Golden State Warriors, hasta que en 1992 fichó por los Sacramento Kings como entrenador principal.
En los Kings permaneció cinco temporadas, en las cuales llevó al equipo en una ocasión a los playoffs, en 1996, en la que cayeron por 3-1 en la primera ronda ante Seattle SuperSonics.
En 1999 fue nombrado general manager de los Golden State Warriors, pero se hizo cargo del equipo como entrenador cuando fue destituido P.J. Carlesimo. Disputó 55 partidos, en los que únicamente consiguió 13 victorias. Al año siguiente contrató a Dave Cowens como entrenador, volviendo a sus tareas de director general, puesto que ocupó hasta finales de la temporada 2003-04.